# Plurigens phenax
Plurigens phenax är en musselart som beskrevs av Harold John Finlay 1930. Plurigens phenax ingår i släktet Plurigens och familjen venusmusslor. Inga underarter finns listade i Catalogue of Life.